# Пезинг
Пезинг (њем. Pösing) општина је у њемачкој савезној држави Баварска. Једно је од 38 општинских средишта округа Кам. Према процјени из 2010. у општини је живјело 966 становника. Посједује регионалну шифру (AGS) 9372147.

## Географски и демографски подаци
Пезинг се налази у савезној држави Баварска у округу Кам. Општина се налази на надморској висини од 364 метра. Површина општине износи 9,1 km². У самом мјесту је, према процјени из 2010. године, живјело 966 становника. Просјечна густина становништва износи 106 становника/km².